# Groengordel (Verenigd Koninkrijk)

Groengordels in Engeland, de Metropolitane Groengordel bij Londen is rood omlijnd

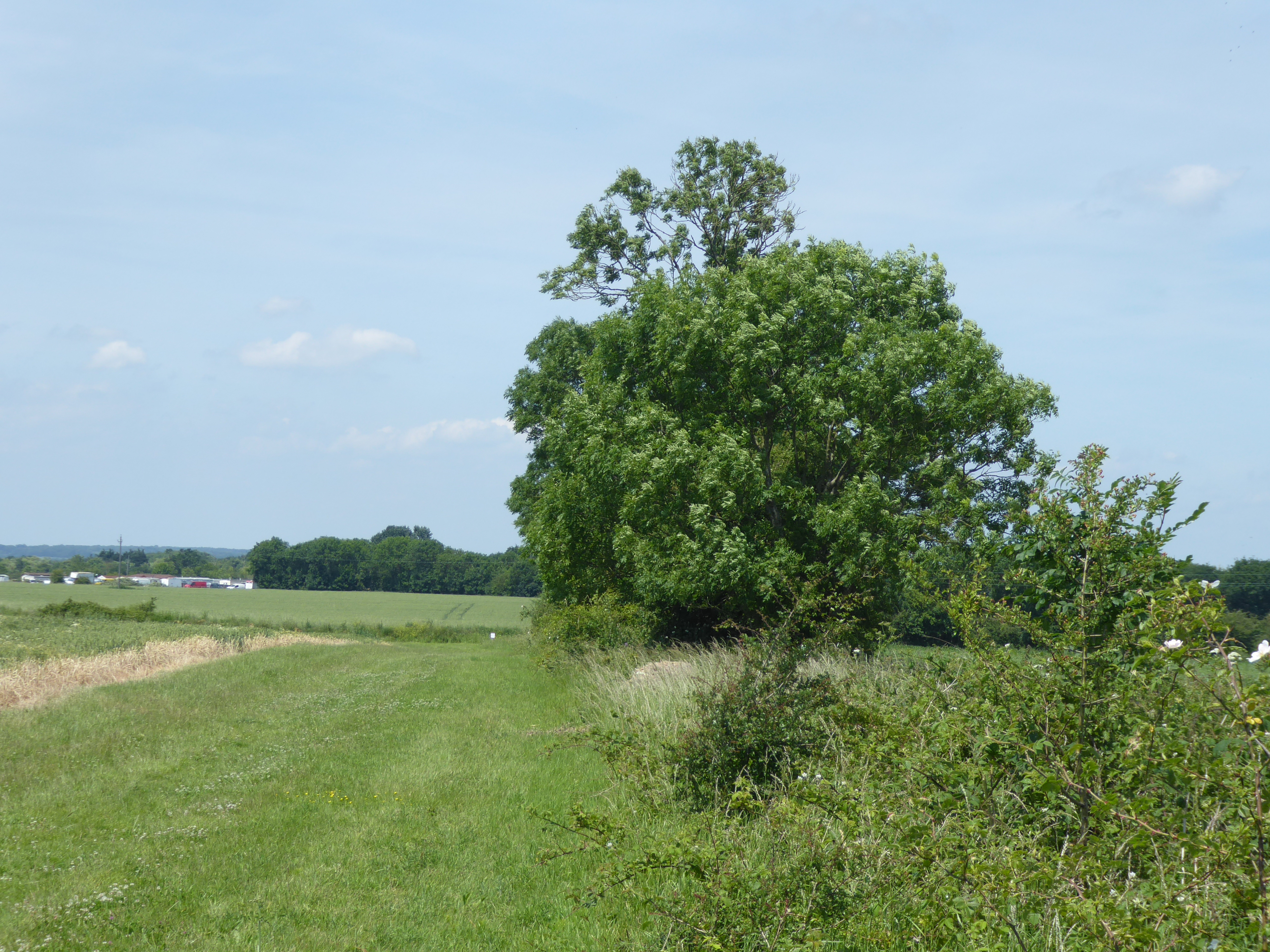
Groene ruimte bij Havering, Groot-Londen

Groengordels (Engels: green belts) vormen een onderdeel van het Britse ruimtelijkeordeningsbeleid om stedelijke groei te beheersen. Het uitgangspunt is een ring van onbebouwde grond waar verstedelijking beperkt wordt en een gebied behouden blijft met de functies landbouw, bosbouw en recreatie. Het hoofddoel van het groengordelbeleid is het tegengaan van verrommeling van het landschap door de instandhouding van groene ruimtes.
Een enigszins vergelijkbaar concept zijn de Nederlandse rijksbufferzones.

## Geschiedenis
De Metropolitane Groengordel (Metropolitan Green Belt) rondom Londen werd allereerst voorgesteld door het Greater London Regional Planning Committee in 1935. De Town and Country Planning Act uit 1947 stond de lokale autoriteiten toe om groengordels op te nemen in hun ruimtelijkeontwikkelingsplannen. In 1955 werden lokale autoriteiten in het Verenigd Koninkrijk door minister van huisvesting Duncan Sandys aangemoedigd om het instellen van groengordels te overwegen teneinde het open land rondom de bebouwde kom te beschermen.

## Kritiek
Diverse academici, beleidsmakers en planologische organisaties hebben de afgelopen jaren kritiek geuit op het idee en de toepassing van groengordels in het Verenigd Koninkrijk. Het groengordelbeleid wordt beschouwd als te rigide voor het omgaan met nieuwe stedelijke en ecologische uitdagingen, zoals het tekort aan betaalbare huisvesting in vele Britse steden. Als gevolg van de beperking van de hoeveelheid beschikbare bouwgrond zijn de woningprijzen gestegen. In de late jaren 1950 vormden de kosten voor grondaankoop 25% van de totale kosten van Britse nieuwbouwwoningen; dit percentage is toegenomen tot 70% in 2013.
Ook wordt opgemerkt dat delen van de Britse groengordels een lage ecologische kwaliteit bezitten, inadequaat beheerd worden en de recreatieve mogelijkheden ontoereikend zijn.